# Opération Foča
Seconde Guerre mondiale
Batailles
- Invasion de l'Albanie
- Guerre italo-grecque
- Invasion de la Yougoslavie
- Opération Châtiment
- Bataille de Grèce
- Opération Abstention
- Bataille de Crète
- Campagne de la mer Noire

L'opération Foča est une opération anti-partisans en Croatie qui eut lieu 5 au 12 mai 1942.

## But de l'opération
La destruction des partisans yougoslaves et tchetnik réfugiés dans la région de Foča, en Bosnie orientale, après l'opération Trio
| \| Foča \| |
| Foča       |

## Forces en présence
Forces de l'Axe
 Reich allemand
- 717e division d'infanterie (1 régiment)
- 718e division d'infanterie

 Royaume d'Italie
- 1re division alpine "Taurinense" (it) (Quelques éléments)
- 5e division alpine "Pusteria" (it) (Quelques éléments)
- 6e division alpine "Alpi Graie" (it) (Quelques éléments)
- 22e division d'infanterie Cacciatore di Alpi (Quelques éléments)
- Groupe de chars légers San Marco[1]
- 1 groupe d'artillerie
- Quelques escadrons motorisés

 État indépendant de Croatie
- régiment de cavalerie Zagreb
- 9e groupe d'artillerie (1 batterie)
- Troupes des frontières

Résistance
 Partisans
- 1re brigade prolétarienne (NOU)[2]
- 2e brigade prolétarienne (NOU)
- Détachement de 18 groupes de partisans (NOP)

 Tchetniks
- Partisans indépendants (2 bataillons)

## L'opération
Ayant récupérés, fin avril, d'autres forces devenues disponibles, les forces d'occupation décident de monter une nouvelle opération contre les partisans qui s'étaient retirés dans la zone italienne, dans la région de Foča lieu du QG de Tito, après l'opération Trio.
Le 5 mai, soutenu par tirs d'artillerie et des avions de bombardement et de reconnaissance, les unités allemandes et croates commencent à pousser au Sud aux environs Goražde, tandis que les divisions italiennes se frayent un chemin vers Foča en allant de l'Est, à l'Ouest et au Sud. 

Le 9 mai, les positions défensives de Tito sont percées et le lendemain, les forces de l'Axe s'apprêtent à donner l'assaut à la ville.

Tito ordonne à 3 500 de ses partisans de combattre en arrière-garde afin de pouvoir faire s'échapper, vers le nord-ouest et l'ouest de la Bosnie, le gros des forces accompagné de 600 blessés.

Le 12, les partisans parviennent à briser l'encerclement à la jointure des divisions italiennes « Taurinense » et « Alpi Graie » et à s'échapper.
Une course poursuite s'engage, entre les troupes italiennes et les Partisans, à travers le Monténégro, le Sandjak et l'Herzégovine jusqu'au 14 juin.

## Bilan
L'opération Foča a été jugé relativement efficace du côté des forces d'occupation.

Les pertes allemandes, croates et italiennes furent très légères.

Les partisans eurent 168 tués et 1 309 prisonniers .